# Francesco Paolo Catucci
Francesco Paolo Catucci (Bitonto, febbraio 1820 – Napoli, 12 marzo 1880) è stato un politico italiano.

## Biografia
Fu Deputato del Regno d'Italia consecutivamente dalla VIII alla XIII legislatura del Regno d'Italia.